# Шателнеф (Јура)
Шателнеф (фр. Châtelneuf) насеље је и општина у источној Француској у региону Франш-Конте, у департману Јура која припада префектури Лон ле Соније.
По подацима из 2011. године у општини је живело 138 становника, а густина насељености је износила 10,62 становника/km². Општина се простире на површини од 13 km². Налази се на средњој надморској висини од 800 метара (максималној 885 m, а минималној 677 m).

## Демографија
| 1962. | 1968. | 1975. | 1982. | 1990. | 1999. | 2011. |
| ----- | ----- | ----- | ----- | ----- | ----- | ----- |
| 104   | 115   | 108   | 128   | 125   | 124   | 138   |

График промене броја становника у току последњих година